# عبد الله عبد الوهاب نعمان
عبد الله عبد الوهاب نعمان (1917م - 1982م) هو شاعر وسياسي يمني وهو مؤلف النشيد الوطني اليمني وهو أحد المشاركين في تأسيس حزب الأحرار اليمنيين.

## سيرة ذاتية
- والده الشهيد عبدالوهاب نعمان قائم مقام الحجرية المعين من قبل الدولة العثمانية وأعدم عقب مشاركته في ثورة 1948 ضد الإمام يحيى حميد الدين بعد اعتقال دام حوالي 25 عاماً وابن عمه هو الأستاذ محمد أحمد نعمان رئيس الوزراء اليمني الأسبق وأحد رواد الحركة الوطنية.

- تعلم على يد والده في الحجرية ومكان احتجازه بصنعاء ثم على يد العلامة عبد الله المعزبي في زبيد.

- عمل في التدريس بالمدرسة الأحمدية بتعز 1941 - 1944.

- غادر منطقته بعد تحذيره من إصدار أمر اعتقاله من الإمام أحمد بن يحيى حميد الدين ففر إلى عدن.

- عمل بالتدريس في مدرسة بازرعة بعدن وساهم بتأسيس حزب الأحرار وأصدر جريدة «صوت اليمن[2]» المناهضة للحكم الإمامي في الشمال.

- كتب مقالات سياسية ساخنة بالصحف العدنية الأخرى «فتاة الجزيرة» بتوقيع «يمني بلا مأوى».

- من أهم محطات حياته إصدار صحيفة «الفضول[3]» وقد عرف اسمه الأدبي بالفضول نسبة إلى هذه الصحيفة التي أغلقت نتيجة لضغوط من الإمام أحمد على السلطات البريطانية في عدن عام 1953.

- قام بتحرير صفحة باسْم «بسباس» في صحيفة الكفاح.

- عاد إلى تعز وصنعاء بعد ثورة سبتمبر 1962 واعتقل في سجن الرادع للفترة 1966 - 1967 بأمر من الجيش المصري بعد اعتقال وفد حكومة النعمان في مصر لمعارضتهم تدخل الجيش المصري في الشأن اليمني.

- عين مدير مكتب الاقتصاد والجمارك بتعز.

- عين وزير للإعلام في حكومة المهندس عبد الله الكرشمي.

- عين مستشاراً للحكومة لشؤون الوحدة طوال فترة الرئيس القاضي عبدالرحمن الإرياني والرئيس إبراهيم الحمدي والرئيس أحمد حسين الغشمي والرئيس علي عبد الله صالح وكانت آخر وظيفة حكومية له.

## الشعر
عرف الأستاذ عبد الله عبد الوهاب نعمان (الفضول) كأبرز شعراء الغناء اليمني وغنى له معظم من الفنانين اليمنيين لكنه ارتبط أكثر بالفنان أيوب طارش الذي غنى له العديد من أهم الأغاني اليمنية العاطفية والوطنية ولعل أبرز عمل مشترك بينهما هو النشيد الوطني للجمهورية اليمنية.

## وصلات خارجية
- الموقع الشخصي